# 查亮采
查亮采（？—？），浙江海宁人。清朝政治人物。
光绪二十七年（1901年）三月接替沈祖燕任崇明县知县一职，光绪二十八年四月由陶联绣接任。光緒三十年（1904年）三月，接替呂慶堂，擔任江蘇荆溪縣知縣，后由顧元亨接任。